# 171-й истребительно-противотанковый артиллерийский полк
171-й истребительно-противотанковый артиллерийский полк, он же в мае-июле 1942 года 171-й лёгкий артиллерийский полк, он же до мая 1942 года 171-й артиллерийский полк противотанковой обороны, - воинское соединение Вооружённых сил СССР в Великой Отечественной войне.

## История
Полк сформирован в июне-июле 1941 года. На вооружении полка находились 20 зенитных 85-миллиметровых орудий.
В действующей армии с 22 июля 1941 по 6 февраля 1945 года и с 26 февраля 1945 по 9 мая 1945 года.
После формирования в конце июля 1941 года попал в состав 34-й армии и направлен на рубеже реки Ловать, где 12-25 августа 1941 года принимает участие в контрударе южнее Старой Руссы, по-видимому попал в окружение (в базе данных ОБД «Мемориал» только за 22 и 24 августа 1941 года пропавшими без вести зафиксировано 116 солдат и офицеров полка) и очевидно фактически разгромлен, затем восстановлен в составе Северо-Западного фронта.
В январе 1942 года передан в состав 3-й ударной армии в составе которой участвует в Торопецко-Холмской операции, наступает до Холма, ведёт бои севернее города, отражая атаки противника. С лета 1942 года находится с юга «рамушевского коридора», занимая позиции на реке Ловать, в частности действует совместно с 2-м гвардейским стрелковым корпусом, ведёт там бои вплоть до отхода немецких войск из Демянска весной 1943. В марте 1943 года действует совместно с 1-й гвардейской воздушно-десантной дивизией, форсирует Ловать, выходит на реку Редья в район села Онуфриево, и участвует в отражении контратак противника со стороны города Старой Руссы. В марте 1943 года передан в состав 22-й армии, а в мае 1943 года вливается в состав сформированной 18-й артиллерийской истребительно-противотанковой бригады и весь дальнейший боевой путь проходит в её составе.
В августе 1943 года участвует в наступлении на Старую Руссу, в целом закончившимся неудачно, однако полк, опять же поддерживая десантные дивизии, сумел выйти на Полисть, перерезав шоссейную дорогу Старая Русса – Холм. Осенью 1943 года полк был переброшен в Локнянский район Псковской области. С января 1944 года полк, участвуя в Старорусско-Новоржевской операции с боями продвинулся по территории Псковской области из района восточнее Локни до Новоржева и Пушкинских Гор, где до лета 1944 года ведёт бои на укреплённом рубеже «Пантера». В июне 1944 года полк в составе армии перебазировался на южный фланг фронта, в район западнее Невеля.
C 10 июля 1944 года участвует в Режицко-Двинской наступательной операции. Через Себежский район в 20-х числах июля 1944 года полк вышел на территорию Латвии, участвовал в боях по освобождению посёлка Рундены, станций Малта и Виляны, в августе 1944 года вышел на подступы к городу Плявинас. С 10 августа 1944 года полк форсирует Айвиексте, продолжил наступление в направлении Риги, и в течение сентября-октября 1944 года ведёт бои на подступах к Огре, прорывая укреплённую линию «Сигулда», в середине октября 1944 года участвует в освобождении Риги. Непосредственно после взятия города, полк перебазировался в Тукумский район, на рубеж Тукумс – Гардене и с 19 октября 1944 года действует по линии фронта с Курляндской группировкой врага, так 23 декабря 1944 года отражает сильные контратаки в районе селений Берзи и Кемери на границе Добельского и Тукумского районов.
В феврале 1945 года полк переброшен в Польшу, принимает участие в Верхне-Силезской наступательной операции, окружая группировку немецких войск в районе Оппельна, участвует в боях под Нейштадтом (ныне Прудник).
В апреле 1945 года принимает участие в Моравско-Остравской наступательной операции, действует, поддерживая наступающие советские войска на Опау. В ходе Пражской наступательной операции поддерживает наступление 31-го танкового корпуса на Оломоуц. Закончил войну в Пардубице.

## Полное наименование
- 171-й истребительно-противотанковый артиллерийский полк

## Подчинение
| Дата            | Фронт (округ)           | Армия             | Корпус | Дивизия | Бригада                                                   | Примечания |
| --------------- | ----------------------- | ----------------- | ------ | ------- | --------------------------------------------------------- | ---------- |
| 10.07.1947 года | Резерв Ставки ВГК       | -                 | -      | -       | -                                                         | -          |
| 01.08.1941 года | Резервный фронт         | 34-я армия        | -      | -       | -                                                         | -          |
| 01.09.1941 года | Северо-Западный фронт   | -                 | -      | -       | -                                                         | -          |
| 01.10.1941 года | Северо-Западный фронт   | -                 | -      | -       | -                                                         | -          |
| 01.11.1941 года | Северо-Западный фронт   | 34-я армия        | -      | -       | -                                                         | -          |
| 01.12.1941 года | Северо-Западный фронт   | -                 | -      | -       | -                                                         | -          |
| 01.01.1942 года | Северо-Западный фронт   | -                 | -      | -       | -                                                         | -          |
| 01.02.1942 года | Калининский фронт       | 3-я ударная армия | -      | -       | -                                                         | -          |
| 01.03.1942 года | Калининский фронт       | 3-я ударная армия | -      | -       | -                                                         | -          |
| 01.04.1942 года | Калининский фронт       | 3-я ударная армия | -      | -       | -                                                         | -          |
| 01.05.1942 года | Калининский фронт       | 3-я ударная армия | -      | -       | -                                                         | -          |
| 01.06.1942 года | Калининский фронт       | 3-я ударная армия | -      | -       | -                                                         | -          |
| 01.07.1942 года | Калининский фронт       | 3-я ударная армия | -      | -       | -                                                         | -          |
| 01.08.1942 года | Калининский фронт       | 3-я ударная армия | -      | -       | -                                                         | -          |
| 01.09.1942 года | Калининский фронт       | 3-я ударная армия | -      | -       | -                                                         | -          |
| 01.10.1942 года | Калининский фронт       | 3-я ударная армия | -      | -       | -                                                         | -          |
| 01.11.1942 года | Калининский фронт       | 3-я ударная армия | -      | -       | -                                                         | -          |
| 01.12.1942 года | Калининский фронт       | 3-я ударная армия | -      | -       | -                                                         | -          |
| 01.01.1943 года | Калининский фронт       | 3-я ударная армия | -      | -       | -                                                         | -          |
| 01.02.1943 года | Калининский фронт       | 3-я ударная армия | -      | -       | -                                                         | -          |
| 01.03.1943 года | Калининский фронт       | -                 | -      | -       | -                                                         | -          |
| 01.04.1943 года | Калининский фронт       | 22-я армия        | -      | -       | -                                                         | -          |
| 01.05.1943 года | Северо-Западный фронт   | 22-я армия        | -      | -       | -                                                         | -          |
| 01.06.1943 года | Северо-Западный фронт   | 22-я армия        | -      | -       | 18-я истребительно-противотанковая артиллерийская бригада | -          |
| 01.07.1943 года | Северо-Западный фронт   | 22-я армия        | -      | -       | 18-я истребительно-противотанковая артиллерийская бригада | -          |
| 01.08.1943 года | Северо-Западный фронт   | 22-я армия        | -      | -       | 18-я истребительно-противотанковая артиллерийская бригада | -          |
| 01.09.1943 года | Северо-Западный фронт   | 22-я армия        | -      | -       | 18-я истребительно-противотанковая артиллерийская бригада | -          |
| 01.10.1943 года | Северо-Западный фронт   | 22-я армия        | -      | -       | 18-я истребительно-противотанковая артиллерийская бригада | -          |
| 01.11.1943 года | 2-й Прибалтийский фронт | -                 | -      | -       | 18-я истребительно-противотанковая артиллерийская бригада | -          |
| 01.12.1943 года | 2-й Прибалтийский фронт | -                 | -      | -       | 18-я истребительно-противотанковая артиллерийская бригада | -          |
| 01.01.1944 года | 2-й Прибалтийский фронт | -                 | -      | -       | 18-я истребительно-противотанковая артиллерийская бригада | -          |
| 01.02.1944 года | 2-й Прибалтийский фронт | -                 | -      | -       | 18-я истребительно-противотанковая артиллерийская бригада | -          |
| 01.03.1944 года | 2-й Прибалтийский фронт | 3-я ударная армия | -      | -       | 18-я истребительно-противотанковая артиллерийская бригада | -          |
| 01.04.1944 года | 2-й Прибалтийский фронт | -                 | -      | -       | -                                                         | -          |
| 01.05.1944 года | 2-й Прибалтийский фронт | 1-я ударная армия | -      | -       | 18-я истребительно-противотанковая артиллерийская бригада | -          |
| 01.06.1944 года | 2-й Прибалтийский фронт | 1-я ударная армия | -      | -       | 18-я истребительно-противотанковая артиллерийская бригада | -          |
| 01.07.1944 года | 2-й Прибалтийский фронт | 1-я ударная армия | -      | -       | 18-я истребительно-противотанковая артиллерийская бригада | -          |
| 01.08.1944 года | 2-й Прибалтийский фронт | 22-я армия        | -      | -       | 18-я истребительно-противотанковая артиллерийская бригада | -          |
| 01.09.1944 года | 2-й Прибалтийский фронт | 1-я ударная армия | -      | -       | 18-я истребительно-противотанковая артиллерийская бригада | -          |
| 01.10.1944 года | 2-й Прибалтийский фронт | 3-я ударная армия | -      | -       | -                                                         | -          |
| 01.11.1944 года | 2-й Прибалтийский фронт | 3-я ударная армия | -      | -       | 18-я истребительно-противотанковая артиллерийская бригада | -          |
| 01.12.1944 года | 2-й Прибалтийский фронт | 3-я ударная армия | -      | -       | 18-я истребительно-противотанковая артиллерийская бригада | -          |
| 01.01.1945 года | 2-й Прибалтийский фронт | -                 | -      | -       | 18-я истребительно-противотанковая артиллерийская бригада | -          |
| 01.02.1945 года | 2-й Прибалтийский фронт | 22-я армия        | -      | -       | 18-я истребительно-противотанковая артиллерийская бригада | -          |
| 01.03.1945 года | 1-й Украинский фронт    | 59-я армия        | -      | -       | 18-я истребительно-противотанковая артиллерийская бригада | -          |
| 01.04.1945 года | 1-й Украинский фронт    | 59-я армия        | -      | -       | 18-я истребительно-противотанковая артиллерийская бригада | -          |
| 01.05.1945 года | 4-й Украинский фронт    | 60-я армия        | -      | -       | 18-я истребительно-противотанковая артиллерийская бригада | -          |

## Командиры
- полковник Ростовцев

## Отличившиеся воины полка
| Награда | Ф.И.О.                     | Должность        | Звание            | Дата награждения | Примечания |
| ------- | -------------------------- | ---------------- | ----------------- | ---------------- | ---------- |
|         | Агеев, Василий Сергеевич   | командир орудия  | сержант           | 29.06.1945       | -          |
|         | Волков, Василий Степанович | командир батареи | капитан           | 29.06.1945       | -          |
|         | Клейбус, Фёдор Степанович  | командир батареи | старший лейтенант | 29.06.1945       |            |